# Битва при Самугаре
Битва при Самугаре — решающее сражение в междоусобной войне в Индии, произошедшее в 1658 году между войсками индийских претендентов на трон Великих Моголов Аурангзеба и Дара Шикоха. Закончилось поражением последнего.

## Предыстория
В сентябре 1657 года падишах империи Великих Моголов Шах Джахан I тяжело заболел, и его сыновья Дара Шикох, Шах Шуджа, Мурад Бахш и Аурангзеб начали междоусобную войну за престол. Младшие воевали против старшего Дара Шикоха. Дара Шикоху удалось нанести поражение Шах Шудже, но его врагами оставались два других брата.
В бою при Дхармате Дара Шикох потерпел поражение от Аурангзеба. 2 мая 1658 года Дара поспешно собирал новые силы для дальнейшей борьбы.
Дара Шикох решил продолжать политику Акбара, выражавшуюся в широкой веротерпимости. Он опирался на индусскую племенную знать раджей, на жречество, на индусских купцов и ростовщиков.
Аурангзеб решил выражать интересы мусульманской знати и выдавал себя за фанатичного мусульманина и беспощадного борца с «неверными». Фактически борьба шла за упразднение задолженности мусульманской знати ростовщикам-индусам, за захват мусульманами богатств индусских храмов, за овладение плодородными землями Биджапура и Голконды и приморской торговлей.

## Силы сторон
Ф. Бернье пишет, что армия Дара Шикоха состояла из 100 тыс. конницы и 20 тысяч пехоты при поддержки большого количества слонов и 80 орудий. Исследования Саркара показали, что численность армии составляла 60 000, что более вероятно, так как эти подсчёты учитывают распылённость войск по различным стратегическим направлениям. Войска царевича были вооружены из арсенала Агры и получали жалованье от самого Шах Джахана.
Большое войско создавало лишь видимость силы, так как в его состав входили различные разрозненные племена и группировки большей часть не имевшие боевого опыта. Единственной надеждой Дары был раджпуты и саеды. Наиболее боеспособные войска находились в походе против Суджи в армии Сулеймана Шеку.

## Манёвры перед битвой
22 мая 60-тысячная армия Дары вышла реке Чамбал у Дхолпура, в 40 км к югу от Агры. Здесь она заняла удобную позицию, установила артиллерию против переправ через реку и приступила к устройству полевых оборонительных сооружений.
Вскоре войска других братьев вышли к р. Чамбал и расположились вблизи переправ через реку. Из лагеря Дары можно было видеть их палатки. Лазутчики и разведчики Аурангзеба доложили ему о трудностях форсирования реки. Поэтому было решено совершить глубокий обход расположения войск Дары.
Один из восставших раджей, предавший Дару, согласился провести войска Аурангзеба и Бакши через горы и леса своих владений. Оставив несколько палаток на месте своего лагеря с целью маскировки, войско двух братьев ночью, соблюдая тишину, выступило в поход и форсированным маршем в течение дня и ночи вышло к переправам через р. Чамбал, в 70 км от Дхолпура, где и перешло через реку. Затем войска двинулись на Агру и на подступах к столице, в 10 км от неё, на р. Джамне заняли хорошую позицию, где имелись условия удобного пользования водой. Этот пункт назывался Самугар, а затем — Фатеабад, что означает «место победы». Войска приступили к устройству оборонительных сооружений.
Только тогда, когда Аурангзеб был уже на левом берегу р. Чамбал, Дара узнал о манёвре своего противника, оказавшегося у него в тылу. Войско Дары вынуждено было оставить свою укрепленную позицию и двинуться к Агре. Вскоре оно вышло к р. Джамне и расположилось лагерем на берегу реки между Агрой и войском Аурангзеба и Бакши. Три — четыре дня стояли противники друг против друга, не вступая в бой. Снова друзья советовали Даре ожидать войско Сулеймана-Шеки. Но, вопреки советам, он приказал своим военачальникам строиться для боя в 4 км от лагеря.

## Расположение сторон

### Дара
Боевое построение армии Дары имело тактическую глубину, в то время как главные силы были расчленены по фронту. Первую линию составляла артиллерия. 80 пушек были связаны между собой цепями — для защиты от кавалерии. За ними расположились несколько тысяч стрелков с ружьями. Третья линия состояла из верблюдов. На каждом из них сидели стрелки с маленькими орудиями. За верблюдами Дара поставил боевых слонов в панцирях. Главные силы Дары состояли из конницы. На правом фланге стояли раджпуты. На другом крыле собрались 4000 афганских всадников. Между ними — 3000 гвардейцев Дары.
Вторая линия войск делилась на два крыла. Справа — моголы Калил-улла-хана, слева — индусские воины Рустам-хан-Дахни. В тылу — резервный отряд из 10000 воинов.
Задолго до ранней зари началось построение войск Дары и было закончено к 8 часам утра.

### Аурангзеб
Войска двух других братьев были более дисциплинированы и обучены, с высоким моральным духом перед сражением. Армия Аурангзеба имела европейских артиллеристов и различных инструкторов. Боевой порядок своих сил Аурангзеб так же, как и Дара, расчленил по фронту и особенно в глубину.
Аурангзеб впереди тоже поставил пушки. За ними разместился авангард из 10000 всадников Мухаммед-султана. Вторая линия состояла из двух крыльев. Их поддерживали небольшие полевые орудия. В тылу стоял резерв из 10000 воинов. Сам Аурангзеб сидел на боевом слоне. Другие слоны расположились среди войск как подвижные крепости-башни. Впереди боевых порядков рассыпались метатели гранат.

## Сражение

### Первая фаза
Войска союзников в боевом порядки прошли несколько километров и стали напротив войск Дары. Тот приказал открыть огонь из пушек. Однако армия братьев была ещё далеко, и ядра не причинили ей большого урона. Порох в течение часа расходовался напрасно; чёрный пороховой дым затянул всё поле боя и лишил командование возможности уяснить обстановку. По этой причине Дара переоценил результаты огня своей артиллерии.
Аурангзеб приказал артиллеристам установить орудий и связать их цепями, дав лишь один залп, сохраняя порох для решающего момента.

### Вторая фаза
После полудня Дара приказал своим войскам начать атаку противника по всему фронту. Артиллеристы Аурангзеба подпустили неприятеля поближе и открыли огонь. Воины Дары остановились в замешательстве. Но их полководец сам возглавил атаку и во главе сильного отряда кавалерии прорвал вражеские боевые порядки. Верблюды и пехота Аурангзеба были обращены в бегство, а его лагерь захвачен частью войск Дары.
Аурангзеб направил сильный отряд конницы на перехват прорвавшегося противника, но его контратака была отбита.

### Третья фаза
Воинам братьев удалось потеснить левый фланг противника. В этой схватке погиб военачальник, командовавший левым крылом армии Дары. Раджпуты, разъярённые гибелью своего вождя, бросились в яростную атаку и потеснили неприятеля. Казалось, разгром Аурангзеба и Мурад-Бакши неизбежен. Однако 30 тысяч моголов вовсе не спешили на помощь Даре. Их военачальник Калил-улла-хан объявил, что не может вступить в бой без приказа.
Мухамед-султан приказывает открыть огонь из пушек и атаковать воинов Дары. В это время резервный отряд Аурангзеба напал на другой фланг Дары. Армия Дары не выдержала удара свежих сил и была разгромлена.

## Итог
Войска Дары потеряли 10 тыс. человек убитыми. На протяжении 20 км дорога была усеяна ранеными воинами, умиравшими от потери крови и истощения. Сам Дара бежал в Афганистан.